# نادي لوهان كويسو
نادي لوهان كويسو (بالفرنسية: Club Sportif Louhans-Cuiseaux)‏ نادي كرة قدم فرنسي يلعب في دوري الدرجة الوطنية . تم تأسيس النادي في سنة 1970 .